# Radu Călin Cristea
Radu Călin Cristea (n. 30 aprilie 1955, Ineu, România – d. 17 octombrie 2020) a fost un critic literar, scriitor, eseist și jurnalist român.

## Biografie
Radu Călin Cristea s-a născut în anul 1955, comuna Ineu, regiunea Arad. A urmat cursurile liceului din Chișineu-Criș, în județul Arad. În 1978 a absolvit Facultatea de Limba și Literatura Română a Universității din București.
Debutează publicistic în 1973 în revista „Orizont” din Timișoara, iar editorial cu volumul de eseuri Emil Botta-despre frontierele inocenței, la Editura Albatros, în 1984.
A fost colaborator și redactor la programul „Actualitatea Românească” la Radio Europa Liberă (1990 - 2002).
A fost director al Muzeului Literaturii Române din București.
În vara anului 2012 a fost director general (interimar) al TVR.
Apoi a rămas în TVR, ca șef al Departamentului „Literatură. Arte”.
Este cunoscut ca fiind un apropiat al PNL.
Din 2014 și până la decesul său (17 octombrie 2020) a fost membru al Consiliului Național al Audiovizualului.

## Cărți publicate
- Emil Botta sau despre frontierele inocenței, Editura Albatros, 1984
- Literaturile Bucureștiului sau despre memoria fără amintiri, Ed. Semne, 2009
- Luntre și punte, 12 conversații despre tranziție, Ed. Paralela ’45, 2010
- Împăratul cu șapcă. Regimul Traian Băsescu și elitele sale, Editura Rao (2017)

## Premii literare
- Premiul pentru debut al Uniunii Scriitorilor (1984);
- Premiul „George Călinescu” pentru cea mai bună carte de critică a anului (1985);
- Premiul Special al revistei Observator cultural pentru cartea Împăratul cu șapcă. Regimul Traian Băsescu și elitele sale, Editura Rao (2017);
- Premiul pentru Eseu al revistei „Convorbiri Literare”, Iași (2018).